# Yankee Hotel Foxtrot
Yankee Hotel Foxtrot là album phòng thu thứ tư của ban nhạc tới từ Chicago, Wilco. Album được hoàn thiện từ năm 2001, song Reprise Records – hãng đĩa con của Warner Music Group – lại từ chối phát hành. Wilco có lại được mọi quyền lợi với album sau khi chấm dứt hợp đồng với hãng đĩa. Tháng 9 năm 2001, Wilco cho công bố toàn bộ album của họ miễn phí qua trang web chính thức của ban nhạc. Họ ký hợp đồng thu âm sau đó với Nonesuch Records (một hãng đĩa con khác của Warner) vào tháng 11 cùng năm, và album được chính thức phát hành vào ngày 23 tháng 4 năm 2002.
Yankee Hotel Foxtrot có được thành công thương mại cũng như chuyên môn vượt bậc, trở thành sản phẩm thành công nhất của họ với hơn 500.000 bản được tiêu thụ tại Mỹ và đứng đầu danh sách xếp hạng nổi tiếng Pazz and Jop của năm 2002. Album cũng có được vị trí số 13 tại Billboard 200. Những đánh giá chuyên môn thì tiếp tục kéo dài và đưa album trở thành một trong những sản phẩm xuất sắc nhất thập niên 2000 từ nhiều nguồn uy tín khác nhau, trong đó có vị trí số 3 trong danh sách của tạp chí danh tiếng Rolling Stone. Đây là album đầu tiên của Wilco có sự tham gia của tay trống Glenn Kotche, song lại là album cuối cùng có sự góp mặt của nhạc sĩ đa nhạc cụ và người viết nhạc của nhóm, Jay Bennett.
Năm 2012, Yankee Hotel Foxtrot được tạp chí Rolling Stone xếp hạng 493 trong danh sách "500 album vĩ đại nhất".

## Danh sách ca khúc
Ca từ được viết bởi Jeff Tweedy; giai điệu được sáng tác và biên soạn bởi Jeff Tweedy và Jay Bennett, ngoại lệ được ghi chú bên.
1. "I Am Trying to Break Your Heart" (Tweedy) – 6:57
2. "Kamera" – 3:29
3. "Radio Cure" – 5:08
4. "War on War" – 3:47
5. "Jesus, Etc." – 3:50
6. "Ashes of American Flags" – 4:43
7. "Heavy Metal Drummer" (Tweedy) – 3:08
8. "I'm the Man Who Loves You" – 3:55
9. "Pot Kettle Black" – 4:00
10. "Poor Places" – 5:15
11. "Reservations" (Tweedy) – 7:22

## Thành phần tham gia sản xuất
- Jeff Tweedy – hát, guitar điện và acoustic, harmonica, lập trình máy tính.
- Jay Bennett – lập trình máy tính, guitar điện và acoustic, piano, keyboard, synthesizer, organ, bass, trống, định âm, lap steel, glockenspiel, vibraphone, chuông, hát.
- John Stirratt – bass, hát.
- Leroy Bach – piano, guitar điện và acoustic, organ, glockenspiel, vibraphone, bass, định âm, kèn.
- Glenn Kotche – trống, định âm, cimbalom, còi, chuông chùm.
- Dàn dây và hơi được hòa âm bởi Jeff Tweedy và John Stirratt.

Nghệ sĩ khách mời
- Ken Coomer – trống, định âm.
- Fred Lonberg-Holm – cello.
- Craig Christiansen – lập trình máy tính, keyboard, synthesizer, định âm, autoharp, harmonium.
- Jessy Greene – violin, viola.
- Steve Rookie – chỉnh âm.
- Chris Brickley – kỹ thuật viên âm thanh, trộn âm.
- Jim O'Rourke – guitar điện và acoustic, piano, keyboard, toy piano, stylophone, kỹ thuật viên âm thanh, trộn âm.
- Wilco – sản xuất.
- Sam Jones – chụp ảnh.

## Đánh giá
| Đánh giá chuyên môn  | Đánh giá chuyên môn |
| Điểm trung bình      | Điểm trung bình     |
| Nguồn                | Đánh giá            |
| -------------------- | ------------------- |
| Metacritic           | 87/100              |
| Nguồn đánh giá       |                     |
| Nguồn                | Đánh giá            |
| Allmusic             | [ 4 ]               |
| The A.V. Club        | (tích cực)          |
| BBC Music            | (tích cực)          |
| Robert Christgau     | [ 7 ]               |
| Entertainment Weekly | A-                  |
| NME                  | (8/10)              |
| Paste                | (rất tích cực)      |
| Pitchfork            | (10/10)             |
| PopMatters           | [ 12 ]              |
| Rolling Stone        | [ 13 ]              |